# Pachystoma ludaoense
Pachystoma ludaoense là một loài thực vật có hoa trong họ Lan. Loài này được S.C.Chen & Y.B.Luo mô tả khoa học đầu tiên năm 2002.